# Schweizerische Arbeitsgemeinschaft der allgemeinen öffentlichen Bibliotheken
Die Schweizerische Arbeitsgemeinschaft der allgemeinen öffentlichen Bibliotheken (SAB) war ein Verein mit dem Ziel, das öffentliche Bibliothekswesen in der Schweiz zu fördern. Die Struktur des Vereins bestand regional aus der Regionalgruppe Deutschschweiz und der Regionalgruppe Westschweiz, und national aus dem Zentralvorstand und dem Zentralsekretariat.
Im August 2018 wurde beschlossen, 2019 die zwei Bibliotheksverbände BIS und SAB zum neuen Verband Bibliosuisse zusammenzuschliessen.

## Mitglieder
Die SAB vereinigte einige Gemeinde-, Quartier-, Stadtbibliotheken, Regionalbibliotheken und Schulbibliotheken. Der Verein bestand sowohl aus Einzelmitgliedern (Bibliothekare) als auch aus Kollektivmitgliedern (allgemeine öffentliche Bibliotheken). SAB-Mitglieder profitieren von folgenden Angeboten:
- Fachzeitschrift SAB-INFO-CLP, erscheint viermal jährlich
- Publikationen für die bibliothekarische Arbeit
- Weiterbildungsveranstaltungen, Arbeitstagungen
- Studienreisen

## Regionalgruppen
Die SAB war in regionale Sprachgruppen gegliedert. Der Sitz der deutschsprachigen Regionalgruppe befand sich, wie auch das Zentralsekretariat, in Solothurn. Die französischsprachige Regionalgruppe hatte ihren Sitz in Lausanne.

## Dachverband
Die SAB war eine Interessengruppe des Verbandes BIS.

## Wichtigste Ziele und Aufgaben der SAB
- Die SAB vertrat und förderte die Interessen der Mitglieder in öffentlichen Gremien und in der Öffentlichkeit. Sie förderte und koordinierte die Zusammenarbeit zwischen Bibliotheken.
- Die SAB bot Dienstleistungen und Arbeitshilfen (Arbeitstechniken, Richtlinien, Standard-Normdateien, Handbücher) für Organisation und Verwaltung von öffentlichen Bibliotheken an.
- Die SAB organisierte eine Grundausbildung für Mitarbeitende in kleineren Gemeinde- und Schulbibliotheken (SAB-Ausbildung). Ihr Weiterbildungsangebot deckte alle Bereiche der praktischen Bibliotheksarbeit ab, vom Marketing bis zum Bestandesmanagement, von modernen Kommunikationsmitteln bis zu Management-Kursen.
- Die SAB setzte sich für die Weiterentwicklung der öffentlichen Bibliotheken und die Förderung von Bibliotheksnetzen ein. Sie untersuchte die Situation des Bibliothekswesens, erarbeitete ein umfassendes Bibliothekskonzept, beobachtete die Entwicklungen und unterstützte die Bibliotheken bei der Integration neuer Aufgaben.
- Die SAB erarbeitete und definierte Richtlinien für allgemeine öffentliche Bibliotheken; so die Richtlinien für Gemeindebibliotheken, die Richtlinien für Schulbibliotheken, den Bibliotheksplan 2000, die Ausbildungsrichtlinien, Richtlinien für die EDV in Bibliotheken sowie die Arbeitstechnik (aktuell AT7). Viele Bibliotheken in den grossen Städten, Gemeinden und in den Schulen werden nach den Richtlinien der SAB geführt. Die Richtlinien der SAB orientierten über angemessenen Personal- und Medienbestand, Personalentlöhnung und Anstellungsbedingungen, Rahmenbedingungen für Architekten und Bibliothekszulieferer, Argumente für Budgetbegehren

## Ziele
- Die Bibliothek als kultureller Mittelpunkt
- Die Bibliothek als Servicestation für Bildung und Weiterbildung
- Die Bibliothek als Bindeglied zwischen Gesellschaft und dem Individuum
- Die Bibliothek als service public für alle